# Ервинвил (Луизијана)
Ервинвил (енгл. Erwinville) насељено је место без административног статуса у америчкој савезној држави Луизијана.

## Демографија
По попису из 2010. године број становника је 2.192.
| Група             | 2000.    | 2010.         |
| Белци             | 0 (0,0%) | 1.536 (70,1%) |
| Афроамериканци    | 0 (0,0%) | 604 (27,6%)   |
| Азијати           | 0 (0,0%) | 1 (0,0%)      |
| Хиспаноамериканци | 0 (0,0%) | 24 (1,1%)     |
| Укупно            | 0        | 2.192         |